# Yvan Castanou
Yvan Castanou, né à Reims (France) le 22 juin 1971, est un pasteur évangélique, auteur et conférencier français,,. Il est le cofondateur et pasteur principal de l’église Impact Centre Chrétien (ICC), une église évangélique implantée dans plusieurs pays.

## Biographie
Yvan Castanou grandit en République du Congo, où il effectue ses études primaires et secondaires. Après l'obtention de son baccalauréat à Pointe-Noire, il part en France pour poursuivre ses études supérieures. Il obtient un DEUG en mathématiques et un DUT en gestion des entreprises et administration, avant d’être diplômé de la Reims Management School en 1995,.
En 1996, il se convertit au christianisme et entame une formation théologique au Royaume-Uni, avant de poursuivre ses études à l'Institut Biblique de Paris et à l’Académie des hautes études théologiques et pastorales de Paris.

### Ministère
En 2002, il fonde, avec son frère jumeau Yves Castanou l’église Impact Centre Chrétien (ICC) à Ivry-sur-Seine, près de Paris. L’église, de confession charismatique, connaît une forte expansion et devient l’une des plus grandes communautés évangéliques francophones,,.
En mars 2004, Yvan Castanou est officiellement ordonné pasteur, avec son épouse Modestine Castanou, par les pasteurs André Thobois et Emmanuel Toussaint du Concile mondial protestant et évangélique des Églises.
Il est aujourd’hui le pasteur principal d’Impact Centre Chrétien, qui rassemble plus de 43 000 fidèles chaque dimanche à travers plus de 100 antennes en Europe, en Afrique, en Amérique du Nord et aux Caraïbes. L’église diffuse également ses cultes en ligne, suivis par des milliers de fidèles.[réf. nécessaire]
Ses enseignements portent sur la transformation spirituelle, le leadership chrétien, et les principes bibliques du mariage et des relations. Il est l’auteur de plusieurs ouvrages et intervient régulièrement dans des conférences et émissions télévisées.[réf. nécessaire]
En 2023, Business Africa le classe 7ᵉ parmi les Afro-Français les plus influents en France,.

### Livres
Yvan Castanou a écrit plusieurs livres, dont,:
- Maintenant ça suffit, il faut que ça change !
- Vous pensez au mariage? Comment faire le bon choix ?
- Né de nouveau pour Gouverner de nouveau
- Prions Ensemble !
- Construire un mariage heureux et durable
- Vivez l'extraordinaire divin

## Vie personnelle
Yvan Castanou est marié à Modestine Castanou, également pasteure. Le couple a quatre enfants,.